# Jacques Lipchitz

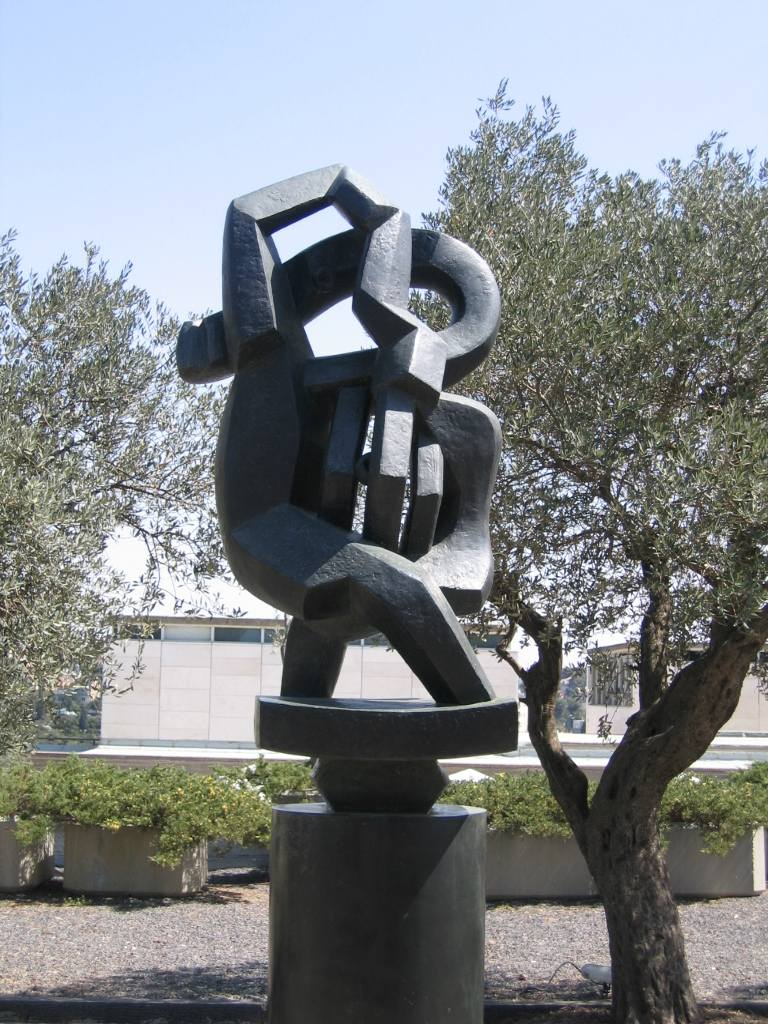
La gioia di vivere, 1927

Jacques Lipchitz (Druskininkai, 22 agosto 1891 – Capri, 16 maggio 1973) è stato uno scultore lituano esponente della scultura cubista.

## Biografia
Figlio di un impresario edile di origine ebreo-lituano-russa e di una madre di origine ebreo-polacco-lituana fu avviato agli studi di ingegneria in Russia. Nel 1909, sostenuto della madre, Lipchitz si recò a Parigi per studiare prima all'École des Beaux-Arts e successivamente all'Académie Julian iniziando la sua attività come scultore realista.
Presto entrò nell'orbita della ricerca primitivista e cubista nella comunità artistica di Montmartre e Montparnasse dove conobbe Juan Gris e Pablo Picasso e divenne amico di Amedeo Modigliani che lo ritrasse con la moglie Berthe (Jacques Lipchitz e sua moglie Bertha) nel 1917.
Nel 1912 espose presso il Salon National des Beaux-Arts e il Salon d'Automne. La sua prima mostra personale si tenne presso la galleria L'Effort Moderne di Léonce Rosenberg nel 1920. Nel 1922 il dottor Albert Barnes lo incaricò di eseguire cinque bassorilievi per la sua villa a Merion, in Pennsylvania.
Sue di quel periodo le opere: La danzatrice del Musée d'art moderne de la Ville de Paris (1913); Marinaio con chitarra della Albright-Knox Art Gallery di Buffalo (1914); Bagnante (1915 New York, collezione privata); Testa (1915) e Suonatore di chitarra (1922) conservate presso il Kunstmuseum di Basilea. In quegli anni le sue sculture in pietra erano fortemente caratterizzate in senso cubista, con figure umane e teste ridotte a semplici blocchi squadrati.
Intorno alla metà degli anni venti la sua ricerca lo portò ad abbandonare l'analisi dei singoli volumi scultorei e a definire forme dinamiche e lineari fondate sull'intreccio degli elementi spaziali: le cosiddette "sculture trasparenti", che lasciavano intravedere lo spazio, ottenute con la tecnica della cera fusa. Con opere come Donna con chitarra del 1927 e La gioia di vivere dello stesso periodo (vedi foto in alto) abbandonò le linee spigolose del linguaggio cubista per rifarsi a forme più naturali.
Nel 1935 gli venne dedicata una mostra a New York presso la Galleria Brummer, e due anni dopo fu esposta all'Esposizione Universale di Parigi la sua scultura Prometeo che gli fece ottenere una medaglia d'oro.
Con l'occupazione della Francia durante la seconda guerra mondiale e la deportazione degli ebrei nei campi di sterminio, Lipchitz fu costretto a lasciare Parigi. Nel 1940 si trasferì a Tolosa e l'anno successivo, con l'aiuto del giornalista Varian Fry di Marsiglia, fuggì a New York.
Nel 1946 partecipò alla decorazione della cappella di Notre-Dame De Toute Grâce al Plateau d'Assy (Monte Bianco), con Matisse, Rouault, Bonnard e Chagall.
Partecipò con alcune sue opere alla seconda e terza edizione di documenta a Kassel, rispettivamente nel 1959 e nel 1964.
Nel 1962 partecipò, insieme ai più importanti scultori internazionali dell'epoca, alla mostra Sculture nella città organizzata da Giovanni Carandente nell'ambito del V Festival dei Due Mondi a Spoleto. Presentò una scultura in bronzo dal titolo Sacrifice del 1948.
Dal 1963 si stabilì a Pietrasanta in Italia e scrisse la sua autobiografia che fu pubblicata in occasione della sua mostra retrospettiva al Metropolitan Museum of Art di New York nel 1972. Mentre agli inizi della sua carriera Lipchitz modellava le sue figure in creta o gesso e successivamente adottava la tecnica della fusione in bronzo, o in alcuni casi in piombo, a partire dal suo soggiorno a Pietrasanta egli cominciò a scolpire direttamente la pietra o il granito o il marmo. La sua produzione dell'ultimo periodo fu caratterizzata da forme plastiche figurative nuovamente vicine al realismo e non di rado monumentali.
Nel 1969 fu inaugurata al Music Center Los Angeles una sua scultura in bronzo, alta più di 14 metri, intitolata Pace sulla Terra.
Jacques Lipchitz morì a Capri nel 1973 e venne sepolto ad Har Hamenuhot, Gerusalemme. La sua opera monumentale Il nostro albero della vita che doveva ornare il monte più alto di Israele, venne terminata dalla seconda moglie, la scultrice berlinese Yulla Halberstadt.

## Alcune opere

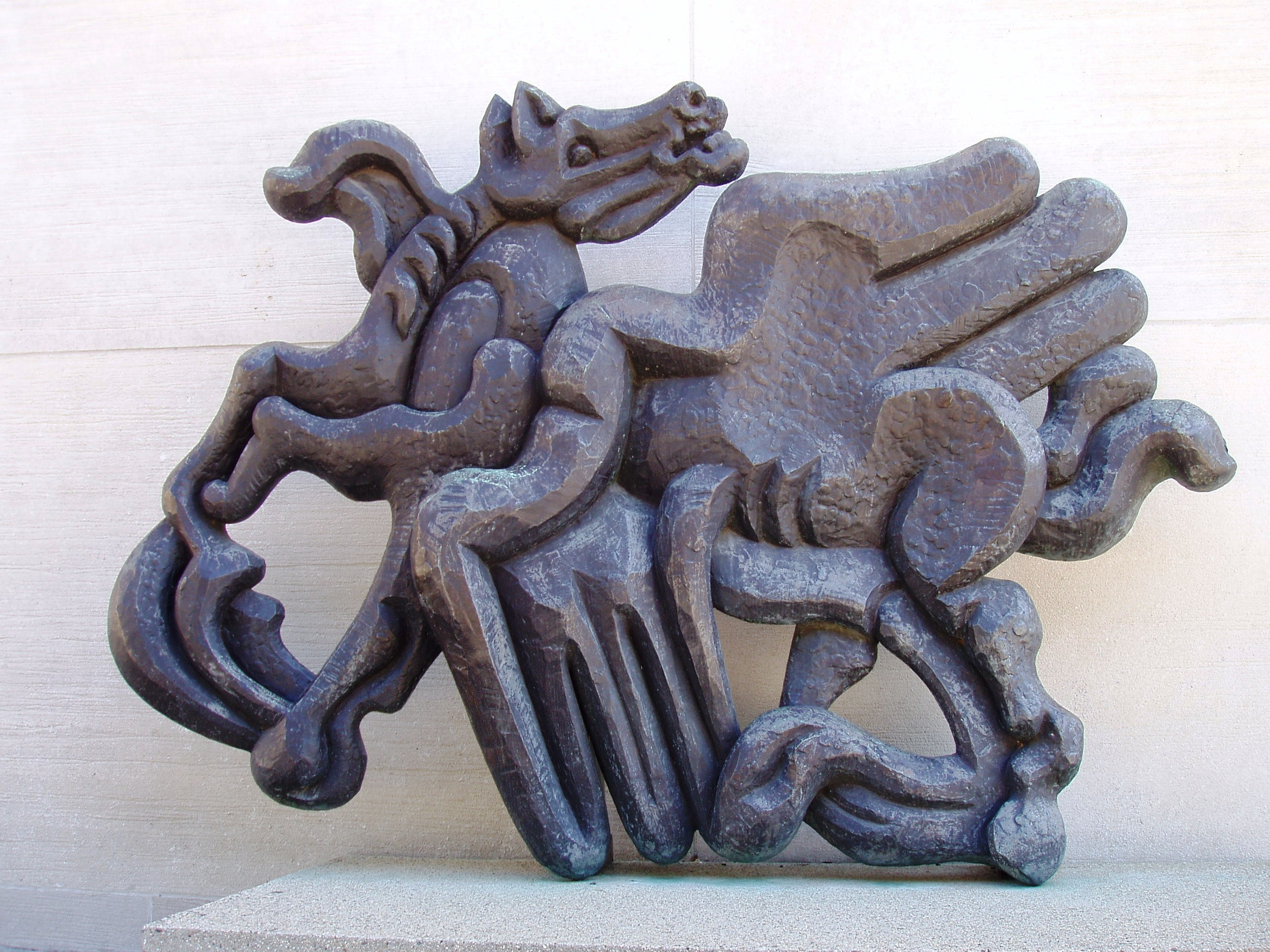
La nascita delle muse 1944 - 1950

- 1913 La danzatrice, Museo di arte moderna della città di Parigi.
- 1914 Marinaio con chitarra, Albright Art Gallery di Buffalo.
- 1915 Bagnante, New York, collezione privata; Testa, Kunstmuseum di Basilea.
- 1916 Figura in piedi, New York, Museo Solomon Guggenheim.
- 1918 Suonatore di chitarra seduto, Pikesville, Maryland, coll. Alan Wurtzburger.
- 1920 Arlecchino con Mandolino, Museo di Palazzo Pretorio, Prato.
- 1922 Suonatore di chitarra, Kunstmuseum di Basilea.
- 1927 Donna accovacciata con chitarra, New York, collezione privata; La gioia di vivere, Israel Museum di Jerusalem.
- 1938 Il ratto d'Europa, Art institute of Chicago.
- 1944 Prometeo, Walker Art Center, Minneapolis.
- 1967-1969 Pace in Terra, Music Center, Los Angeles.

## Critica e diffusione
Jacques Lipchitz è considerato il fondatore del linguaggio cubista in scultura e i suoi lavori sono stati analizzati e commentati dai più importanti studiosi e direttori di musei a livello internazionale.
Le sue sculture sono esposte nei maggiori musei di tutto il mondo, dal Metropolitan di New York alla Tate Gallery di Londra, dal Museo di Israele a Gerusalemme al Museo di Rotterdam, e le sue opere pubbliche si possono ammirare a New York, Filadelfia, Londra, Roma, Parigi e in altre città.
La Fondazione Jacques & Yulla Lipchitz, Inc. di New York, che conserva il patrimonio dell'artista, ha contribuito alla diffusione della sua opera attraverso una serie di donazioni. 
In Italia, la donazione più consistente è stata disposta nel giugno del 2011 dall'avvocato Hanno D. Mott, erede dell'artista e presidente della Fondazione, a favore del Comune di Prato e attualmente esposta al Museo Civico di Palazzo Pretorio .
Si tratta di 43 disegni e 21 sculture in gesso, tra le quali il famoso Arlecchino con mandolino (1920) splendido esempio di scultura cubista.